# Alpenus eyralpenus
Alpenus eyralpenus är en fjärilsart som beskrevs av Carl Plötz 1880. Alpenus eyralpenus ingår i släktet Alpenus och familjen björnspinnare. Inga underarter finns listade i Catalogue of Life.